# Tenzin Cunde

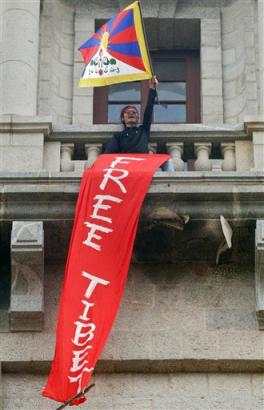
Tenzin Cunde, 2005

Tenzin Cunde (ur. 1975) – tybetański poeta, pisarz, publicysta i działacz niepodległościowy.
Urodził się w rodzinie uchodźców tybetańskich z 1959 w Manali w Indiach. Kształcił się w szkołach w Pathlikuhl i w Dharamsali, następnie studiował na Loyola College w Ćennaju i Mumbai University. W 1997 nielegalnie przedostał się do Tybetu. Został aresztowany, przebywał w zakładach w Ngari i Lhasie. Był bity i głodzony, po kilku miesiącach wydalono go z ChRL. W 1999 zaangażował się w działalność Stowarzyszenia Przyjaciół Tybetu (Friends of Tibet-INDIA), zostając sekretarzem generalnym tej organizacji. Udziela się również w indyjskim oddziale Studentów dla Wolnego Tybetu. Znany ze spektakularnych akcji mających na celu nagłośnienie kwestii tybetańskiej (np. podczas pobytu chińskiego premiera w Mumbaju w styczniu 2002 zawiesił na hotelu, w którym zatrzymał się dygnitarz transparent oraz tybetańską flagę). Wielokrotnie na skutek organizowanych przez siebie happeningów aresztowany, pobyt w więzieniu w wyniku działalności aktywistycznej uznaje za cenne i wartościowe doświadczenie.
Opublikował dwa tomiki poetyckie Crossing the Border oraz Kora. Tomik Kora wydano również w języku polskim. Tworzy też eseje – jeden z nich, My Kind of Exile, otrzymał nagrodę Outlook Picador Award (2001). Jego teksty ukazywały się między innymi w The Indian Literary Panorama, The Little Magazine, Outlook, The Times of India, The Indian Express czy Hindustan Times.